# 森特鎮區 (堪薩斯州內斯縣)
森特鎮區（英語：Center Township）為美國堪薩斯州內斯縣轄下的鎮區。2010年美国人口普查中該鎮區人口有1,468人。

## 地理
森特鎮區涵蓋總面積為123.58平方（47.71平方英里），其中123.56平方（47.71平方英里）為陸地，0.02平方（0.0077平方英里）或0.01%為水域。海拔高度710（2,330英尺）。

## 人口統計
根據2010年美國人口普查，森特鎮區人口有1,468人，住房752戶，人口密度為11.88人/每平方公里。此鎮區居民之種族中，白人有1,424人，非裔美國人有4人，美洲原住民有3人，亞裔美國人有2人，太平洋島裔美國人有0人，其他種族有23人，混血種族則有12人。此外此鎮區有126人為西班牙裔或拉丁裔美國人。

## 交通

### 主要公路
- 283號美國國道
- 96號堪薩斯州州道